# Asemonea ornatissima
Asemonea ornatissima är en spindelart som beskrevs av Peckham, Peckham, Wheeler 1888 [1889. Asemonea ornatissima ingår i släktet Asemonea och familjen hoppspindlar. Inga underarter finns listade i Catalogue of Life.